# Вільний стрілець
«Вільний стрілець» (нім. Der Freischütz; іноді в українському перекладі можна зустріти «Чарівний стрілець») — романтична опера Карла Марії фон Вебера, лібрето Йоганна-Фрідріха Кінда за однойменною новелою Йоганна-Августа Апеля і Фрідріха Лауна. 
Прем'єра відбулася 18 червня 1821 в Берлінському драматичному театрі, під керуванням автора. Далі були постановки в Карлсруе, Лейпцигу, Франкфурті-на-Майні (1821), під керівництвом автора — у Дрездені (1822) і в Капецбурзі (1823), потім опера обійшла сцени всієї Європи. Оперу часто називають «першою німецькою національною оперою». 

## Дійові особи
- Граф Оттокар (баритон)
- Куно, графський лісничий (бас)
- Агата, його донька (сопрано)
- Енхен, її подруга (сопрано)
- Каспар, єгер (бас)
- Макс, єгер (тенор)
- Пустельник (бас)
- Кіліан (баритон)
- Замієль, дикий («чорний») мисливець (розмовна роль)
- Селяни, мисливці, дівчата, музиканти, духи і привиди.

## Лібрето
Сюжетом опери «Вільний стрілець» слугує старовинне народне оповідання про «чорного мисливця», яке у вигляді повісті було викладено в «Книзі привидів» письменника-романтика Августа Апеля. Багато що привабило в цій повісті Вебера. Змалювання народного життя, фантастичний елемент, пов'язаний з переказами, що склалися в своєрідному мисливському побуті, поезія лісової природи — все це для Вебера, як романтика, володіло особливою красою і надавало великі можливості музичного розвитку. 
«Ось де поезія змісту, наївна, простодушна, як сама Агата, поезія, вся пройнята ароматом богемських лісів і нерозлучних з ними фантастичних народних легенд, — знайшла собі повне вираження в звуках, чарівних то красою, то похмурістю і завжди глибиною психологічної правди, вірністю і характеру і положення, і ландшафтної постановки», — писав про «Вільного стрільця» Сєров. 

## Сюжет
Дія відбувається в Богемії незабаром після Тридцятилітньої війни. 

### Перша дія
На святі жителі села вітають переможця, селянина Кіліана. Єгер Макс, відмінний стрілець, жодного разу не влучив у ціль і зазанє глузування. Справа доходить до бійки Макса з Кіліаном. Тільки поява лісника Куно (батько Агати і майбутній тесть Макса) може зупинити шибеників. 
Завтра, за старою традицією, Макс має зробити пробний постріл у присутності князя. Він боїться знову схибити і тому хвилюється. 
Каспар пропонує Максу випити. Потім він дає йому свою рушницю і вмовляє його поцілити в орла. Макс влучає, хоча орел летів далеко поза досяжності звичайного пострілу. Каспар пояснює, що куля була чарівною. Але вона була останньою, і тепер треба буде виготовити нові. Макса захоплює думка, що чарівні кулі могли б врятувати його. Вони домовляються про зустріч у Вовчій ущелині опівночі. Макс йде, і Каспар показує своє справжнє обличчя. Він продав свою душу Замієлеві (нечистому духові, господареві Вовчої долини) за чарівні кулі. Якщо йому вдасться до півночі передати Замієлеві іншу людську душу, то сам він врятований. 

### Друга дія
Першим у Вовчу долину приходить Каспар. Він викликає Замієля і затіває з ним торг. Той подарує йому сім куль: шість потраплять в ціль з волі стрільця, сьому Замієль направить в серце Агати. Каспар ненавидить її, оскільки вона його відкинула. Якщо Агата загине, її наречений стане здобиччю Замієля. Приходить Макс, перед ним з'являються привиди матері й Агати, які намагаються утримати його. Каспар починає відливати чарівні кулі, здімається буря, руйнуються скелі. У розпорядженні Макса сім куль, але він легковажно витратив шість, і в нього залишилася тільки сьома — яку має спрямувати диявол. 

### Третя дія
Третя дія опери присвячена останньому дню змагань, який повинен закінчитися весіллям Макса і Агати. Дівчина, яка бачила вночі віщий сон, знову в печалі. З'являються незабаром дівчата та підносять Агаті квіти. Вона розкриває коробку і замість весільного
вінка виявляє похоронний одяг. Тоді вони плетуть вінок з білих троянд, подарованих Агаті старцем-відлюдником. 
Фінал третьої дії та всієї опери. Перед князем Оттокаром, його придворними і лісником Куно мисливці демонструють свою майстерність, серед них і Макс. Юнак повинен зробити останній постріл, мішенню стає голубка, яка перелітає з куща на кущ. Макс прицілюється, і в цей момент за кущами з'являється Агата. Магічна сила відводить дуло рушниці в бік, і куля потрапляє в Каспара, що сховався на дереві. Смертельно поранений, він падає на землю, його душа вирушає в пекло в супроводі Замієля. 
Князь Оттокар вимагає пояснень того, що трапилося. Макс розповідає про події минулої ночі, розгніваний князь засуджує його до вигнання, молодий мисливець повинен назавжди забути про шлюб з Агатою. Заступництво присутніх не може пом'якшити покарання. 
Лише поява носія мудрості та справедливості змінює ситуацію. Відлюдник вимовляє свій вирок: відстрочити весілля Макса і Агати на рік. Таке  великодушне рішення стає причиною загальної радості та тріумфу, усі присутні славлять Бога і Його милосердя.

## Постановки опери

### Світова прем'єра
Світова прем'єра «Вільного стрілка» відбулася 18 червня 1821 року в Берлінському драматичному театрі. Диригував сам композитор. Опера мала величезний успіх і надалі витримала десятки постановок у різних країнах.       